# Anja Byrial Hansen
Anja Byrial Hansen (tidligere Pedersen; født 1. november 1973 i Horsens) er en dansk tidligere håndboldspiller, der har deltaget i tre VM-slutrunder, to EM-slutrunder og et enkelt OL i 1996, som hun var med til at vinde. Samme år vandt hun også EM med Danmark.
Hun indstillede i en alder af 23 år karrieren, da hun flyttede til England med sin tidligere mand, Per Pedersen, der skulle spille fodbold derovre. De var gift fra 1997 til 2002 og fik to børn sammen. Pr.  2022 er hun gift og har i alt 4 børn.
Hun har senere udtalt, at hun fortrød, at hun indstillede karieren.